# Amferny Sinclair
Amferny Stward Arias Sinclair (San José, Costa Rica, 15 de enero de 2001) es un futbolista costarricense que juega como pivote en el Puntarenas F. C. de la Primera División de Costa Rica.

## Trayectoria

### Real Monarchs
El 21 de diciembre de 2022, fue fichado por el club Real Salt Lake debido por el sistema del draft. Debutó con el filial del Real Salt Lake, con el Real Monarchs el 30 de abril de 2023 en la MLS Next Pro contra el Portland Timbers 2, ingresó de cambio al minuto setenta y uno por la victoria 5-1.

### Puntarenas F. C.
El 11 de diciembre de 2023, Sinclair fue fichado por el Puntarenas F. C..  13 de enero de 2024, debutó contra el Deportivo Saprissa, Sinclair ingresó al inicio de la parte complementaria minutos en la derrota 3-0.

## Selección nacional

### Categorías inferiores
El 7 de abril de 2017, Sinclair fue seleccionado por el entrenador Breansse Camacho para afrontar el Campeonato Sub-17 de la Concacaf de 2017, con sede en Panamá. En el primer partido fue dado el 22 de abril de 2017, dándose el debut para Sinclair en el campeonato contra Canadá, disputando los 53 minutos en la victoria 2-1. En las siguientes fechas, Amferny sumó minutos contra las selecciones de Surinam, Panamá, y México. El puntaje obtenido por su grupo le permitió acceder a uno de los cupos directos al Mundial que se llevaría a cabo en India.
El 18 de septiembre de 2018 se realizó la conferencia de prensa del director técnico Breansse Camacho, para la convocatoria de la Copa Mundial Sub-17 de 2017, Sinclair fue parte de los nombres de la nómina. El 17 de octubre de 2018 debutó en la cita mundialista contra Alemania, disputando los 90 minutos en la derrota 2-1. En el segundo partido, se enfrentó ante la selección de Guinea, Sinclair repitió titularidad, bajo los 90 minutos en el empate 2-2. En el tercer partido, se enfrentó ante Irán, utilizando la banda de capitán, el conjunto patrio cayó derrota en el marcador 0-3.  Costa Rica se ubicó en la cuarta posición del grupo, siendo la descalifación de la Copa Mundial.
El 22 de octubre de 2018, fue seleccionado por Breansse Camacho para disputar el Campeonato Sub-20 de la Concacaf de 2018. Su debut en dicha competición ocurrió el 1 de noviembre de 2018 contra la selección de Bermudas, finalizando con una victoria contundente de 5-0. Sinclair disputó los demás encuentros contra las selecciones de Haití, Honduras, y Estados Unidos. La selección de Costa Rica perdió la oportunidad de asistir a la Copa Mundial Sub-20 de 2019 con sede en Polonia, tras quedar eliminado del campeonato.

#### Participaciones internacionales
| Competición                           | Sede           | Resultado      | Partidos | Goles |
| ------------------------------------- | -------------- | -------------- | -------- | ----- |
| Campeonato Sub-17 de la Concacaf 2017 | Panamá         | Clasificado    | 4        | 0     |
| Copa Mundial Sub-17 de 2017           | India          | Fase de grupos | 3        | 0     |
| Campeonato Sub-20 de la Concacaf 2018 | Estados Unidos | Eliminado      | 4        | 0     |

## Estadísticas

### Clubes
Actualizado al último partido jugado el 7 de abril de 2024.
| Club                          | Div.          | Temporada     | Liga  | Liga  | Liga   | Copas nacionales | Copas nacionales | Copas nacionales | Copas internacionales | Copas internacionales | Copas internacionales | Total | Total | Total  |
| Club                          | Div.          | Temporada     | Part. | Goles | Asist. | Part.            | Goles            | Asist.           | Part.                 | Goles                 | Asist.                | Part. | Goles | Asist. |
| ----------------------------- | ------------- | ------------- | ----- | ----- | ------ | ---------------- | ---------------- | ---------------- | --------------------- | --------------------- | --------------------- | ----- | ----- | ------ |
| Real Monarchs Estados Unidos  |               |               |       |       |        |                  |                  |                  |                       |                       |                       |       |       |        |
| 3.ª                           | 2023          | 17            | 2     | 0     | —      | —                | —                | —                | —                     | —                     | 17                    | 2     | 0     |        |
| Total club                    | Total club    | 17            | 2     | 0     | 0      | 0                | 0                | 0                | 0                     | 0                     | 17                    | 2     | 0     |        |
| Puntarenas F. C. · Costa Rica |               |               |       |       |        |                  |                  |                  |                       |                       |                       |       |       |        |
| 1.ª                           | 2023-24       | 13            | 0     | 0     | —      | —                | —                | —                | —                     | —                     | 13                    | 0     | 0     |        |
| Total club                    | Total club    | 13            | 0     | 0     | 0      | 0                | 0                | 0                | 0                     | 0                     | 13                    | 0     | 0     |        |
| Total carrera                 | Total carrera | Total carrera | 30    | 2     | 0      | 0                | 0                | 0                | 0                     | 0                     | 0                     | 30    | 2     | 0      |
| Fuente:Transfermarkt          |               |               |       |       |        |                  |                  |                  |                       |                       |                       |       |       |        |